# Faute de soleil
Pour plus de détails, voir Fiche technique et Distribution.
Faute de soleil est un film franco-belge réalisé par Christophe Blanc et sorti en 1996.

## Synopsis
Un non-voyant rencontre une jeune strip-teaseuse.

## Fiche technique
- Titre : Faute de soleil
- Réalisation : Christophe Blanc
- Scénario : Christophe Blanc
- Photographie : Pascal Poucet
- Décors : Hélène Bellanger et Sabine Goutte
- Son : Olivier Mauvezin et Stéphane Thiébaut
- Musique : J. Thundres et Alan Vega
- Montage : Mariette Gutherz
- Production : CNC - Les Films du Fleuve - Procirep - Programme d'Action 16-9 de l'Union Européenne - Sunday Morning Productions
- Pays d'origine :  France -  Belgique
- Genre : comédie dramatique
- Durée : 54 minutes
- Date de sortie : France - 12 juin 1996

## Distribution
- Christian Baltauss : Charles
- Évelyne Ker : la mère au lycée
- Françoise Descarrega : Françoise
- Jacques de la Brunellière : Minot
- Jean-Jacques Benhamou : Jean
- Jocelyne Desverchère : Marion
- Patricia Orlando : Suzanne
- Philippe Charrette : David
- Philippe Suner : le chauffeur de taxi
- Sarah Haxaire : Lucie

## Sélection
- 1995 : Festival de Cannes (Quinzaine des réalisateurs[1])